# Aporrhais
Aporrhais  é um gênero de moluscos gastrópodes marinhos do oceano Atlântico, pertencente à família Aporrhaidae e encontrado nas costas da Europa e oeste da África, com 5 espécies no Holoceno. Foi classificado por Emanuel Mendez da Costa, em 1778, e sua espécie-tipo, Aporrhais pespelecani, fora descrita em 1758 por Carolus Linnaeus, em seu Systema Naturae. No passado a sua distribuição geográfica abrangia todo o Atlântico norte, com 6 espécies, mas a espécie Aporrhais occidentalis (Beck, 1836) fora transferida para o gênero monotípico Arrhoges Gabb, 1868

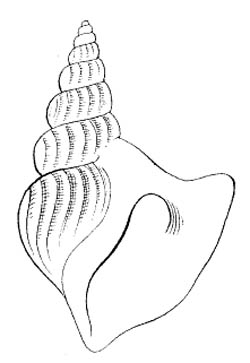
A espécie Arrhoges occidentalis (Beck, 1836); no século XX conhecida como Aporrhais occidentalis; estando distribuída no oeste do Atlântico, entre o Canadá e os Estados Unidos, em águas temperadas.

## Espécies deAporrhais
Aporrhais pespelecani (Linnaeus, 1758) common pelican's-foot
Aporrhais serresiana (Michaud, 1828) Mediterranean pelican's-foot
Aporrhais senegalensis Gray, 1838 Senegal pelican's-foot
Aporrhais pesgallinae Barnard, 1963 African pelican's-foot
Aporrhais elegantissima Parenzan, 1970

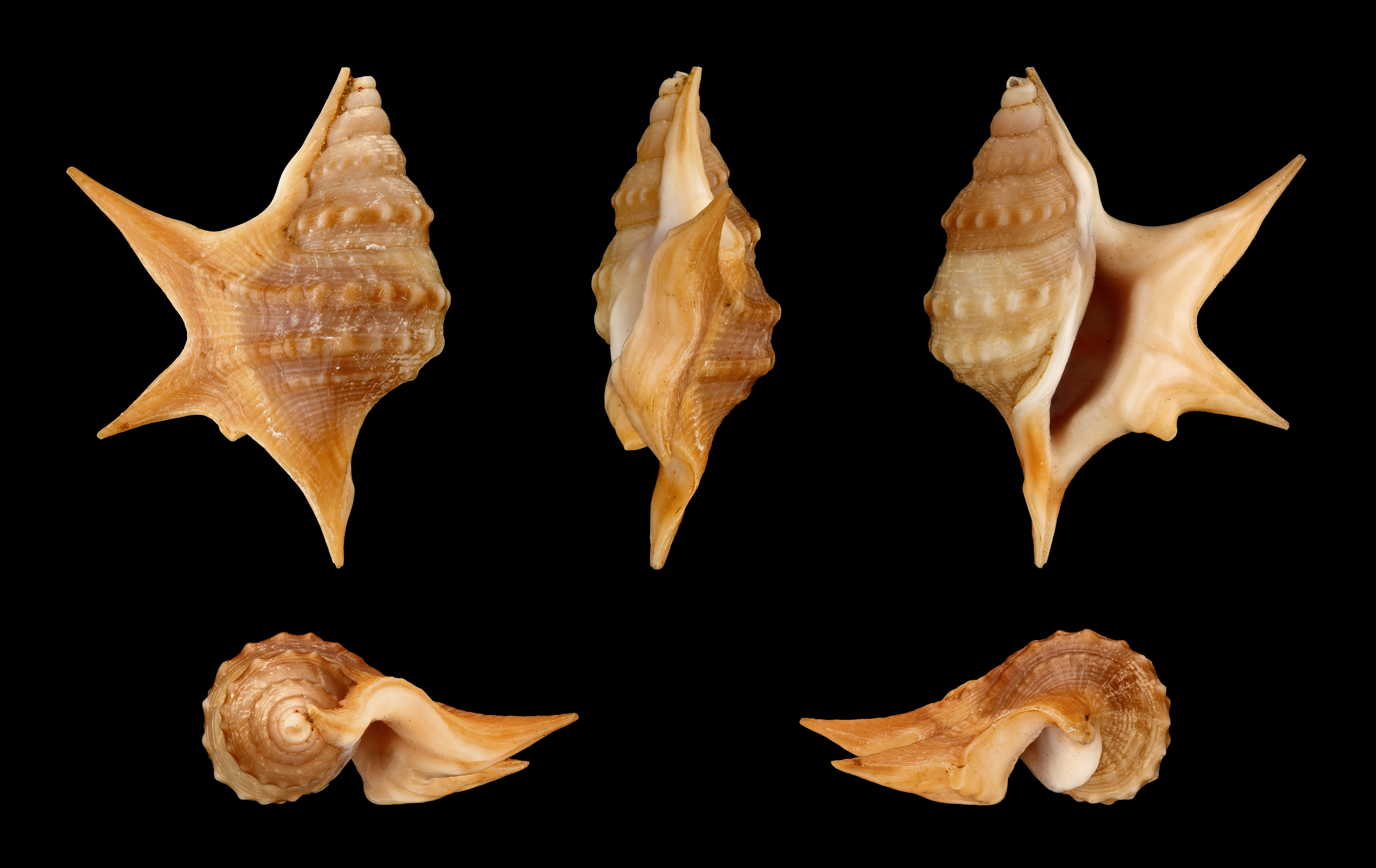
Cinco vistas da concha de Aporrhais senegalensis Gray, 1838,[1] a menor espécie do gênero Aporrhais da Costa, 1778,[8] encontrada no oeste da África, entre Senegal e Angola;[11] onde fora coletado este espécime.